# آرثر هويت
آرثر هويت (بالإنجليزية: Arthur Hoyt)‏ مواليد 19 مارس 1874 - الوفاة 4 يناير 1953، هو ممثل أمريكي بدأ مسيرته الفنية سنة 1905. ظهر في قرابة 275 فيلما. امتدت مسيرته الفنية لأكثر من 42 عاما.

## الأعمال
- الشجاعة الحمراء
- أرواح للبيع
- العالم المفقود
- ذا سبورتينغ فينوس
- فوتلوس ويدوز
- شمس منتصف الليل
- الصليبي
- حدث ذات ليلة
- جنتل جوليا
- ماك جنتي العظيم

## روابط خارجية
- آرثر هويت على موقع IMDb (الإنجليزية)
- آرثر هويت على موقع ألو سيني (الفرنسية)
- آرثر هويت على موقع تيرنر كلاسيك موفيز (الإنجليزية)
- آرثر هويت على موقع أول موفي (الإنجليزية)
- آرثر هويت على موقع قاعدة بيانات برودواي على الإنترنت (الإنجليزية)
- آرثر هويت على موقع قاعدة بيانات الأفلام السويدية (السويدية)
- آرثر هويت على موقع قاعدة بيانات الفيلم (الإنجليزية)
- آرثر هويت على موقع كينوبويسك (الروسية)